# Dallas Liu
Dallas Liu (Los Ángeles, California, 21 de agosto de 2001) es un actor estadounidense de ascendencia indonesia y china. Hizo su debut como actor interpretando al joven Jin Kazama en Tekken (2010). Luego apareció como Carter en Legendary Dudas (2016) y como Shuji Ishii-Peters en la serie de televisión PEN15 (2019–2021). Interpreta al Príncipe Zuko en la serie de Netflix, Avatar: The Last Airbender (2024–presente).

## Primeros años
Liu creció en el Valle de San Gabriel, California de ascendencia china-indonesia. Practica Shotokan japonés y compitió en la Asociación Norteamericana de Karate Deportivo. Comenzó a practicar artes marciales a los 5 años y dejó de competir internacionalmente a los 13 años.

## Carrera profesional
Liu hizo su debut cinematográfico como el joven Jin Kazama en Tekken (2010). Fue referido a la audición por uno de sus maestros de artes marciales. El mánager de Liu lo encontró inicialmente a través de videos de karate subidos a YouTube. Tuvo un papel recurrente como Carter en Legendary Dudas de Nickelodeon.
Liu interpretó al hermano de Maya Erskine, Shuji, en la comedia dramática de Hulu PEN15.
Liu interpretó a Taylor King en la serie dramática para adultos jóvenes de Snapchat, Players. Apareció más tarde en la película de Marvel de 2021, Shang-Chi y la leyenda de los Diez Anillos. Interpretó a Ruihua, el hermano menor de Katy, intepretada por Awkwafina.
El 26 de septiembre de 2020, Liu hizo una lectura virtual de Seven Minutes in Heaven para el décimo aniversario de la obra.
El 12 de agosto de 2021, Netflix reveló que Liu fue elegido como Zuko en su adaptación televisiva de acción en vivo de Avatar: The Last Airbender.

## Vida personal
Liu es de ascendencia china e indonesia.

## Filmografía

### Películas
| Año  | Título                                     | Papel                | Notas        |
| ---- | ------------------------------------------ | -------------------- | ------------ |
| 2010 | Tekken                                     | Jin Kazama de 6 años |              |
| 2015 | Underdog Kids                              | Jimmy joven          |              |
| 2017 | Ella                                       | Abe                  | Cortometraje |
| 2021 | Shang-Chi y la leyenda de los Diez Anillos | Ruihua               |              |

### Televisión
| Año           | Título                                  | Papel              | Notas                                                |
| ------------- | --------------------------------------- | ------------------ | ---------------------------------------------------- |
| 2013          | Mortal Kombat: Legacy                   | Joven Bi Han       | Episodio: "Liu Kang and Kung Lao Reunite in Macau"   |
| 2014          | Enormous                                | Chico              | Episodio: "Enormous"                                 |
| 2014          | Bones                                   | Riley              | Episodio: "The Mutilation of the Master Manipulator" |
| 2015          | Gortimer Gibbon's Life on Normal Street | Yoshi              | Episodio: "Gortimer vs. The Terrible Touch-Up"       |
| 2016          | CSI: Cyber                              | Jake Hazelton      | Episodio: "Legacy"                                   |
| 2016          | Legendary Dudas                         | Carter             | 5 episodios                                          |
| 2018          | The Who Was? Show                       | Bruce Lee          | 4 episodios                                          |
| 2019–2021     | PEN15                                   | Shuji Ishii-Peters | 14 episodios                                         |
| 2019          | No Good Nick                            | Pete               | 2 episodios                                          |
| 2020          | Players                                 | Taylor King        | 8 episodios                                          |
| 2024–presente | Avatar: The Last Airbender              | Zuko               | Elenco principal, serie de TV Netflix                |